# Balog János (újságíró)
Balog János (Budapest, 1923. január 30. – Budapest, 2017. március 28. vagy előtte) magyar újságíró.

## Életútja
Balog Lajos (1883–1968) fogtechnikus és Singer Róza (1889–1971) fiaként született. Jánosházáról származó édesapja 1910-ben változtatta családnevét Rosenfeldről Balogra. Középiskolai tanulmányait 1933 és 1941 között a Budapesti VII. Kerületi Magyar Királyi Állami Madách Imre Gimnáziumban végezte.
1945-ben a Szabad Szó, 1946-ban a Köztársaság, 1946–1947-ben a Szociáldemokrata Párt sajtóosztályának a munkatársa volt. 1949-ben lépett be az újjáalakult újságíró szervezetbe, a MÚOSZ-ba. 1948 és 1952 között a Népszava tördelőszerkesztőjeként, 1953-ban az Építésügyi Minisztérium sajtóosztályának munkatársaként dolgozott. 1954 és 1957 között a Magyar Rádió, majd a Szabad Kossuth Rádió rovatvezetője volt. 1957 és 1959 között nem dolgozhatott újságíróként. 1959-ben a Magyar Nemzetnél kezdhette újra a munkát. 1964 és 1989 között a Tükör, illetve az Új Tükör olvasó- és rovatszerkesztője volt. Ezzel egy időben 1980 és 1997 között a Lakáskultúra főszerkesztőjeként dolgozott. Ugyanitt 1998 és 2000 között a szerkesztő bizottság elnöke volt.

## Díjai, elismerései
- Aranytoll (1998)